# 小林麻耶
小林 麻耶（こばやし まや、現芸名：國光 真耶 [くにみつ まや]、1979年7月12日 - ）は、日本のフリーアナウンサー（TBS→フリー）、キャスター、占い師。新潟県小千谷市出身。身長157cm。血液型A型。セント・フォース、生島企画室を経て、2020年11月13日よりフリー。
妹は元フリーアナウンサーの小林麻央（2017年没）。

## 人物
- 愛称は「まやや（マヤヤ）」もしくは「マーヤ」。『王様のブランチ』では番組ルールにより「マヤリン」と呼ばれる。『チューボーですよ!』では本人自ら「コバマヤ」と呼んで欲しいと言った。『ザ・トップ5〜リターンズ』出演時には共演者の高橋芳朗より「コバ」と命名されるが本人は強く拒絶しており、高橋やリスナー投稿などで「コバ」と呼ばれると、すかさず「コバじゃないよ」と返すことが恒例となっていた。
- 新潟県小千谷市生まれ。その後、埼玉県越谷市、兵庫県西宮市等と7度引越し、高校から東京都荒川区在住。『恋のから騒ぎ』時代は新潟県出身になっていたが、アナウンサーになってからの公式プロフィールでは東京都出身になっていた。新潟県生まれで唯一のTBSアナウンサー経験者（2022年6月16日現在）である。
- 國學院高等学校卒業。高校時代はソフトテニス部に所属。青山学院大学文学部英米文学科卒業。中高教員免許（英語）取得。
- 趣味は、スキューバダイビング、テニス、ドライブ、東京タワー鑑賞、トミカ収集。
- 公私共に、殆どスカートをはいている。『恋のから騒ぎ』では妹・麻央と共に全回スカートであった。
- 『ウォッチ!』ではコンタクトレンズを忘れたとの事で、眼鏡姿で出演したこともある。

## 略歴
- 青山学院大学在学中、テレビ番組の『恋のから騒ぎ』に「第8期生」として出演し前列に座る。その出演は慶應義塾大学の文化祭（三田祭）へ遊びに行った際に声を掛けられた事がきっかけである。翌年度、妹の麻央も9期生の一員となり、任期満了と同時にフリーアナウンサーの道に進む。大学時代の同期生には高野貴裕、後輩には女優の星野真里がいる。
- アナウンサーとしてTBSに2003年4月入社[6]。同期入社のアナウンサーには高野貴裕・高畑百合子がいる。6ヶ月後、『オールスター感謝祭』にリポーターとして出演。
- 『輝く!日本レコード大賞』の進行役を2004年から2008年まで5年連続担当。
- 2006年バレーボール世界選手権ではキャスターを務め、応援・取材等を行った。以降もTBSが放送するバレーボールの国際大会中継に起用されている。
- 「頚椎（けいつい）、腰椎、胸椎捻挫」（いわゆる「むち打ち症」の症状）全治3週間と診断された。2007年2月21日の『チューボーですよ!』収録のため都内のスタジオにタクシーで向かっていた際に後続車が追突したのが原因。同日は番組収録を行ったが収録の合間に病院へ行き入院。翌22日の再診で本人は「ご心配、ご迷惑をおかけして申し訳ありません」とコメントを発した。27日には病院を抜け出して『日立 世界・ふしぎ発見!』の収録を行ったが、放送1000回記念会見は欠席した。3月3日夜に退院し、10日の生番組『王様のブランチ』で復帰。
- TBSを2009年3月29日に退社[注 1]。フリーとなり、妹・麻央が所属するセント・フォースに業務提携という形で所属。翌30日にアメーバブログで公式ブログを開設。TBS『総力報道!THE NEWS』のメインキャスターを務める。
- 実妹の癌と本人の心労について。出演している『バイキング』2016年5月19日の生放送中に体調を崩して途中退席し、救急車で病院へ搬送された[7]。同月28日に開催が予定されていた著書『まや道　向かい風でも笑顔の理由』の出版記念イベントは中止となった[8]。6月1日、過労による体調不良が回復しないため当分の間すべての仕事を休むことが発表された[9]。それから8日後の9日、妹の小林麻央が「進行性のがん」で治療を受けている事が一部スポーツ紙で報道されたことを受け、麻央の夫で義弟の十一代目市川海老蔵が記者会見を開き、乳がんで2014年秋頃から約1年半、闘病中であることを公表した。休養中は麻央の看病に専念し、その様子が度々、週刊誌等で報じられていた。2017年4月3日、フジテレビ系『バイキング』にVTR出演し、約11ヶ月ぶりに仕事復帰した[10]。5月27日には、前年中止した自著の出版記念イベントを行い、復帰後初めて公の場に現れた[11]。それから約1ヶ月後の6月22日、妹・麻央が死去、翌23日放送の「バイキング」で、自身が最後のレギュラー出演となった日(2016年5月19日)に麻央との家族旅行のため、「8月に1週間、番組を休ませてほしい…最後の旅行になるかも」と話していたことを総合MCの坂上忍が明かした[12]。
- 2018年7月24日、4歳年下の國光吟と結婚[13][14]。結婚を機に所属事務所セント・フォースとの契約を2018年8月3日終了し、芸能界を引退[15]。
- 仕事再開を2019年5月31日に宣言[16][17]。生島ヒロシが会長を務める「生島企画室」に所属する[4][18]。生島はTBSアナウンサーからフリーに転じた先輩に当たる。しかし、翌2020年11月12日には生島企画室との契約の終了が発表された[5]。同日、レギュラー出演『グッとラック!』降板が発表され[19]、『BOAT RACEプレミア』の準優勝戦・優勝戦MCの降板が2020年11月24日に発表された[20]。
- オリジナル数秘診断サービス「小林麻耶の幸せ数秘」[注 2]を2020年4月30日にプレオープン[21][22]。正式オープンは同年6月24日[23]。
- YouTubeチャンネル「コバヤシテレビ局」を2020年11月3日に開設、初回ライブ配信[24]。
- 國光吟との離婚が2021年3月に成立するも[25]、離婚後も同居し[26]、2022年3月には同じ國光と再婚[27]。2022年5月21日、芸名を「國光真耶」（くにみつ まや）に改名[28]。國光吟との再婚が成立した事を2022年6月24日に発表[29]。但し戸籍上の表記である「國」は旧字体のため、使用に制限がある一部メディアでは新字体を含めた「国光」に修正して表記される。2023年8月に新潟へ移住[30]。

## エピソード
- 日本テレビを受験した際の担当面接官は当時同局アナウンサーの羽鳥慎一だった。羽鳥は三重丸の評価をしたが、当時既にTBSに内定していたため、試験の進んでいたフジテレビ、テレビ東京と共に辞退した。TBS受験前に臨んだテレビ朝日の試験は二次面接で不合格となった[31][32]。
- TBS開局55周年記念の音楽アルバム『涙』のジャケット写真に載っている（2006年9月21日発売）。ただし歌には参加していない。アナウンサーが歌に参加していないCDのジャケット写真になるのは極めて珍しいことであった。写真撮影では夏川りみの「涙そうそう」を聴いて涙を流したという。
- TBS時代の先輩・上司の吉川美代子に「華美な服装をしないように」と注意されたが、華美な格好で番組に出演。それから長らく吉川と会うことはなかった。テレビで吉川を見ると、無意識に姿勢を正してしまうという。麻耶はTBSで内定をもらった時に、内定に反対する勢力があり、そのトップが吉川だという噂を聞いていた。吉川とは2015年2月22日放送の日本テレビ『行列のできる法律相談所』で6年ぶりの対面を果たし、吉川は麻耶入社時から局アナよりもタレントの方が個性が生かされると思っていたことを明かす。吉川は麻耶は内定後にアナウンススクールで勉強したことは凄い根性だと思ったと話し、最後麻耶と吉川は仲直りの握手をした[33]。
- 『新すぃ日本語』では、さまぁ〜ずとともに司会を務める。そのぶりっ子的な立ち居振舞いから、「麻耶かしい」と言う言葉が生まれた。番組リニューアル後の『新すぃ○○!』では、教育実習生として武田鉄矢の付き添い役で引き続き出演。

### 妹・麻央との共演
- メディアでは、長い間妹の麻央との直接共演をしなかった。一例として、2006年4月1日に麻耶が当時レギュラー出演していた『王様のブランチ』に麻央が生出演したが、麻耶と同じフレームに入らないよう放送された。また、麻央の雑誌取材等で写真が掲載される際も、麻耶も一緒に写っていると思しき写真ではカットされていた。ただし、ブログ（『チャンネル☆ロック!』もしくは麻央公式）はこの限りではなく、しばしばツーショットが見られる数少ない場であった。
- 一方で、TBS在籍時においては、2008年5月30日に『はなまるマーケット』の「はなまるカフェ」のゲストとして平井理央（当時フジテレビアナウンサー）とともに出演した際や、2009年3月30日に後藤謙次とともに出演した際に麻央とのツーショット写真を提供している。また雑誌では、2007年7月2日発売分の『BRUTUS』にてワンカットながらツーショット写真が掲載された（撮影は篠山紀信）。
- 『オールスター赤面申告!ハプニング大賞』（2006年3月31日放送）にて、妹・麻央との姉妹初共演を果たす。ただし麻央はVTRでの出演であった。さらに、5月12日に麻央が出演した『はなまるマーケット』では、今度は麻耶が、前振りと服の貸し借りについてのエピソードをVTRで語った。
- 初めて姉妹揃ってテレビ出演したのは、TBS退社後の2010年4月19日『SMAP×SMAP』内BISTRO SMAPコーナーにて。これは、麻耶がTBS専属解除後に地上波で初出演したTBS以外の番組でもあった。
- ポーラ化粧品のCMで姉妹が共演している。2011年3月11日に発生した東日本大震災の影響により当初の予定から延期され、3月28日から放映が開始された（関東・東北以外）。

### TBSアナウンサー時代の他局出演
- 『CDTVスペシャル 年越しプレミアライブ 2004〜2005』のレポーターとして、裏番組『登龍門F』（フジテレビ）に出演。詳細は、『登龍門F』の項を参照。
- 北京オリンピックバレーボール世界最終予選をフジテレビとTBSが共同中継したことから、2008年5月16日放送の『めざましテレビ』、『情報プレゼンター とくダネ!』、『ハピふる!』でフジテレビに出演。同大会中継についてはフジ担当分にもエンディングのみ登場していたが、そのフジ担当分の5月17日（女子の日本対ポーランド戦）と6月7日（男子の日本対アルゼンチン戦）には中継時間延長の煽りで、自身のレギュラー番組『日立 世界・ふしぎ発見!』の放送時間と重なり、局アナとしては珍しい裏番組との重複出演となった。

### 報道キャスター就任、フリー転身
- TBSが2009年4月に新設する平日夜18・19時台の大型報道番組のメインキャスターに起用される予定であることが2008年12月17日に報じられた[34]。しかし2009年1月24日には「本年3月を以てTBSを退社し、フリーアナウンサーとなる」と報道される[35]。小林本人も当日の『王様のブランチ』、『チャンネル☆ロック!』でその件に関する説明を行い、事実であることを認めた。起用予定とされていた番組が『総力報道!THE NEWS』であり、その記者発表が2009年1月30日に行われ、正式に報道番組メインキャスターに起用されることが確定した[36]。TBS退社に伴い、現在担当しているレギュラー番組についてはすべて降板することを2009年2月20日のブログで明かした。2009年2月 - 3月中旬、『総力報道!THE NEWS』等新番組開始に伴う大改編と、小林自身のフリー転身に先立ち、「私は変わります、TBSも変わります。」と語りかける、TBSの広報CMに出演。「涙を流しながら語りかける」、「ポーカーフェイスで語りかける」の2シーンで、いずれもカラーとモノクロがあるため、バージョンは全部で4つとなる。2010年3月に『総力報道!THE NEWS』が終了し、TBSとの専属契約も解消。同年4月1日放送開始の『本に会いたい』（BSジャパン）以降、本格的にフリーとしての活動に入る。
- TBSアナウンサー時代は常に「結婚したい女子アナランキング」で上位にランクインしていたが、39歳まで独身であった。実際にバラエティー番組などでも「早く結婚したい」という旨の発言をすることも多かった。2012年7月22日『行列のできる法律相談所』「なぜか結婚できない独身美女が大集合!　あの時、結婚しておけば人生変わっていた?　スペシャル!!」では、北村晴男に「思わせぶりな態度で男性に接するから、結婚しようと思えばすぐにできるが、捕まらない結婚詐欺師の素質がある。普通の詐欺師は“結婚します”と言って相手を騙すけど、“結婚します”と一切言わずに相手から100万円でも1000万円でも取れる」と完全犯罪が可能なタイプであると評された。大渕愛子には「20代の頃は沢山の人に思わせぶりにし過ぎて一人に絞れなかった。30代なので1人に絞る覚悟ができれば結婚できる」と評された。誰にでも笑顔で接する小林は、男性から見ると“この子、俺に気があるのかも?”と勘違いしてしまう要素を持ち合わせていると指摘されている[37]。

### 専属解除後のTBS以外のテレビ初出演番組
- NHK - 『テレビでロシア語』（2013年4月 - Eテレ）TBSアナウンサー時代に取材対象としての間接的な初出演はあった。
- 日本テレビ系列 - 『おしゃれイズム』（2010年5月9日放送）[38][注 3]
- フジテレビ系列 - 『SMAP×SMAP』（2010年4月19日放送）[注 4]
- テレビ朝日系列 - 『徹子の部屋』（2010年10月20日放送）[39]
- テレビ東京系列 - 『世界の秘境で大発見!日本食堂4』（2012年2月17日放送）

ただし地上波でのことであり、BSジャパンでは以下に示してある番組に既に出演していたため、そちらが同系列での真の初出演となる。
- BSアニマックス - 『BS ch.236 放送開始記念アニメ見るならアニマックス』（2011年10月1日）はんにゃと共に司会進行

地上波独立局の番組には、TBS入社前を含め、2018年の引退まで出演はなかった。

## TBS在籍時の出演番組

### 地上波テレビ
特筆しないものはTBSテレビの番組。

#### ニュース・情報
- ウォッチ!（2004年4月 - 2005年3月）「エンタメウォッチ!」「森田さんのお天気ホイホイ」（月 - 木曜日）を担当

#### ドラマ
- バツ彼（2004年）第9話出演・高橋克典の元彼女役
- タイガー&ドラゴン（2005年）劇中劇のテレビ番組の司会役
- いま、会いにゆきます（2005年）劇中劇のテレビ番組の天気予報キャスター役
- 夜王〜YAOH〜（2006年）第1話
- Happy!（2006年4月7日）ニュースキャスター役
- 和田アキ子殺人事件（2007年2月12日） アナウンサー本人役
- ケータイ刑事 銭形シリーズ（『ケータイ刑事 銭形舞』以降）声の出演・「警視庁から入電中」ボイスを担当。実際に本編（銭形泪1st 第9話・銭形雷2nd第12・13話など）に出演したこともある。

#### スポーツ関連
TBSバレーボール中継・関連番組
- 2006年
  - 2006世界バレー
  - 世界バレーTV Val!（2006年4月 - 12月）
- 2007年
  - ワールドグランプリ
- 2008年
  - 北京オリンピックバレーボール世界最終予選兼アジア大陸予選大会
  - ワールドグランプリ
  - 北京へGO!!ニッポンバレー100％応援宣言!（2008年5月11日、関東ローカル）
  - みのもんたの朝ズバッ!、はなまるマーケット、2時っチャオ!（2008年5月30日。男子バレーボール世界最終予選のPR、平井理央（フジテレビアナウンサー）と共に出演）
  - 女子バレーボールワールドグランプリ2008ナビ（2008年6月14日。6月20日開幕のワールドグランプリのPR、松田聖子・全日本応援団（ドラマ『ROOKIES』の出演者）と共に出演）

ボクシング・格闘中継
- プロボクシングWBC世界フライ級タイトルマッチ 亀田大毅VS内藤大助（2007年10月11日）司会
- WBC世界フライ級タイトルマッチ（2008年3月8日）
- ボクシング世界フライ級ダブルタイトルマッチ（2008年7月30日）

#### バラエティ他
- 恋のから騒ぎ（日本テレビ、2001年4月 - 2002年3月） - TBS入社前
- ★愛と誠★（2003年）「ナインハーフ」司会
- 新すぃ日本語（2003年10月 - 2004年3月）
- はなまるマーケット（2003年10月 - 2004年9月）
- Pooh!（2003年 - 2004年）火・木曜担当
- アナフェスタ2004（2003年）司会
- アッコにおまかせ!（2004年8月15日、22日）安東弘樹がアテネオリンピック中継のため代役として出演。
- 新すぃ○○!（2004年4月 - 9月）
- DOORSシリーズ（DOORS（2005年9月19日）、DOORS 2006（2006年9月24日）、DOORS 2007（2007年9月23日）、DOORS 2008（2008年9月21日））
- 島田検定SUPER!!スペシャル（ゲストとして2005年11月5日および2006年1月27日に、アシスタントとして2006年2月25日に出演）
- 関口宏の東京フレンドパークII TBS局アナ軍団来襲で赤面大クラッシュ!!スペシャル （2006年4月3日）
- 爆笑問題のあまりにも平均的ニッポン人SP（2006年4月11日）
- うたばん TBS美人女子アナ軍団がSMAPにお悩み相談 （2006年4月27日、5月25日）
- ナイナイクリスマス!!ブチ抜き4時間生放送日本国民1億3千万がきよしこの夜しあわせにな〜れスペシャル!!（2006年12月24日）
- 爆笑問題の芸術は爆笑だ!（2007年1月3日）
- 史上空前!! 笑いの祭典 ザ・ドリームマッチ'07（2007年1月4日）
- ニッポン!チャ×3!（2006年4月 - 2007年2月）ナレーション
- 爆笑問題プレゼンツ・世界のゴールデンタイム!!超人気番組大集合スペシャル!（2007年4月2日、2007年10月24日）
- ニッポン列島改造計画 世界一マネたい法律!大全集スペシャル（2007年5月9日）
- 全日本グレイトティーチャー列伝（2007年5月30日）
- 輝け芸能人なりきりバンド王座決定戦SP“ザ・タレバンコン”（2007年10月2日）司会
- 世界弾丸トラベル大賞!今週末は0泊3日で海外へ!あなたも行ける絶景・楽園・文化遺産SP（2007年10月5日）
- 命の輝きSP2難病と闘う子供たち！（2007年10月9日、2008年4月8日）
- 2007史上最大スポーツ大感謝フェスティバル（2007年12月25日）
- あの伝説の番組再び!イカ天2007復活祭名物バンド激レア映像今夜限りの大放出SP（2007年12月30日）
- 伊東四朗の!超うまい!スシ!丼!ラーメン!（2008年1月2日）
- ガチガチ頭をリフレッシュ（2008年1月4日）
- ザ・芸能人お宅鑑定（2008年1月23日）
- ドニーチョ!
  - 誰でもクイズメーカー（2008年3月15日、関東ローカル）
  - クイズ!知らネット・アース（2008年5月11日）
- みのもんたの朝ズバッ、はなまるマーケット、ピンポン!、2時っチャオ!（2008年3月20日）赤坂サカスのグランドオープンによる春のサンクスMC
- 報道大河スペシャルいのちの地球...警告!今そこにある50の危機（2008年4月2日）
- 決定!全国47都道府県超ランキングバトル!!出身県で性格診断ニッポン県民性発表SP6（2008年4月7日）
- 夏だ!ドリフだ!全員集合SP（2008年6月25日）
- オールスター感謝祭（リポーターとして。2007年9月29日分まで）
- オールスター赤面申告!ハプニング大賞（司会、回によっては「TBS女子アナハプニングコレクション」も。2008年正月分を最後に不参加）
- もう逃げ切れないぞ!テレビ公開大捜査SPあの未解決事件を追え!（2008年10月1日）
- たった一言で大爆笑笑撃!ワンフレーズ（2008年10月2日）
- キングオブコント2008（2008年10月5日）
- さんまのSUPERからくりTV（不定期）
- どうぶつ奇想天外!（不定期）
- 中居正広の金曜日のスマたちへ（不定期）
- リンカーン（不定期）
- ドリーム・プレス社（不定期）
- 輝く!日本レコード大賞（2004年 - 2008年）進行アナ
- 王様のブランチ（2005年4月 - 2009年3月）
- チャンネル☆ロック!（開始当初からのレギュラー、2006年秋より司会に昇格。2009年3月14日まで）
- チューボーですよ!（2004年10月 - 2009年3月）4代目アシスタント
- 世界・ふしぎ発見!（2005年4月 - 2009年3月）初代アシスタント
- ザ・イロモネア（2008年4月 - 2009年3月）「ゴールドラッシュ」の司会
- 客観偏差値バトル09 芸能人は己を客観視することが出来るのか? 新春SP（2009年1月2日）
- 日本の、これから「テレビの、これから」（NHK、2009年3月21日） - 『総力報道!THE NEWS』が取材を受けVTR出演

### BS-TBS
- ケータイ刑事シリーズ

```
- 基本は入電ボイス（声）のみの出演
```

- - ケータイ刑事 銭形舞
  - ケータイ刑事 銭形泪（2004年2月29日）
  - ケータイ刑事 銭形零（2004年12月19日）
  - ケータイ刑事 銭形雷
  - ケータイ刑事 銭形海
- 恋する日曜日 セカンドシリーズ（2005年9月18日）
- 小林麻耶の日韓焼肉サミット〜お肉でGO!ソウルVS神戸〜（2008年1月1日）
- 2008年宇宙の旅（2008年1月1日、2月16日、3月22日）

### TBSチャンネル
- 小林麻耶のTBSチャンネルガイド（TBSチャンネルの番組告知、放送時間は不定、2005年4月 - 2006年10月15日）
- 小林麻耶のモンゴル大紀行
- 小林麻耶の日本全国ラーメン選手権〜札幌編〜（2006年2月）
- 小林麻耶のおいしいものみーつけた!〜札幌編〜 （2006年3月）
- 小林麻耶のTBSチャンネルガイドNG集（2006年3月）
- 小林麻耶の日韓焼肉サミット〜お肉でGO!ソウルVS神戸〜（2006年6月）
- 小林麻耶のTBSチャンネルガイドNG集 PART2（2006年9月）
- 小林麻耶の意外と!?シングルガール〜マヤヤゴルフアカデミー〜（2008年4月 - 2009年3月）

### TBSラジオ
- ブジオ!（2005年10月 - 2006年3月、金曜担当）
- アナアナ探検隊（2006年1月）
- ラジオドラマ 星の王子さま（2007年7月8日）星の王子さま役、（CD 2007年8月22日発売）

## TBS退社後の出演番組

### レギュラー出演

#### テレビ
- 総力報道!THE NEWS（TBSテレビ、2009年3月30日 - 2010年3月26日）メインキャスター[40]
- ケータイ刑事シリーズ 入電ボイス
  - ケータイ刑事 銭形命（BS-TBS、2009年7月4日 - 2009年9月26日）
  - ケータイ刑事 銭形結（BS-TBS、2010年12月4日 - 2011年2月12日）
- がっちりアカデミー!!（TBSテレビ、2010年4月16日 - 2011年9月16日）[40]
- 地球同時多発情報SHOW 革命×テレビ（TBSテレビ、2010年5月30日 - 2011年3月27日）
- くらべるくらべらー（毎日放送、2010年11月10日 - 2011年7月20日）
- かってに!ブラボーAWARD（日本テレビ、2011年2月5日 - 4月2日）
- ショートストーリーズ（BS-TBS、2012年1月10日 - 3月27日）
- 小林麻耶の本に会いたい（BSジャパン、2010年4月1日 - 2013年3月29日）
- ポップメイカー （BS朝日、2014年2月8日未明 - 12月27日未明（金曜深夜））進行役
- アメシブ〜ギリギリランキング〜（BS朝日、2015年1月10日未明 - 8月8日未明（金曜深夜））
- 誰だって波瀾爆笑（日本テレビ、2015年10月25日 - 2016年9月[41]）
- 極上空間（BS朝日、2013年1月5日 - 2016年5月21日）ナレーション
- テレビでロシア語 （NHK Eテレ、2013年4月4日 - 2017年9月）ナビゲーター
- バイキング（フジテレビ、2014年4月4日 - 2017年4月） 2015年10月2日まで金曜レギュラー、2016年3月29日まで火曜レギュラー、2016年4月から2017年4月木曜レギュラー[42][43]、以降不定期。
- 痛快TV スカッとジャパン（フジテレビ、2015年1月12日 - 番組終了 不定期出演）- 内田ミキ 役 同番組にて女優デビュー[44]。
- BOAT RACEプレミア（BSフジ等、2020年4月25日 - 10月25日、不定期、司会。）マスターズチャンピオン中継からボートレースダービーまで担当。
- グッとラック!（TBSテレビ、2020年2月 - 11月5日）木曜コメンテーター[40]

#### ラジオ
- ザ・トップ5〜リターンズ（TBSラジオ、2012年10月5日  - 2013年3月22日）金曜担当
- LOVE in Action（FM OSAKA・TOKYO FMほかJFN36局ネット、2011年10月1日 - 2016年6月16日・2017年7月3日 - 12月28日）

### 単発出演

#### テレビ
- 芸人記者vs超犯罪現場 体当たりスクープSP（TBSテレビ、2010年4月9日）司会
- 爆笑そっくりものまね紅白歌合戦（フジテレビ、2010年10月3日）審査員として出演
- 奇跡体験!アンビリバボー大晦日スペシャル（フジテレビ、2010年12月31日）小林麻央の代役として進行
- 理科する大冒険! 夏の北海道　自由研究ツアー（札幌テレビ制作、日本テレビ、2011年8月6日）進行
- 世界の子供がSOS!THE★仕事人バンク マチャアキJAPAN7（朝日放送、2012年3月18日）アシスタント
- 2泊3日沖縄美らり旅〜女子アナだって癒されたい〜（BS日テレ、2012年12月16日）
- 世界大探検ミステリー 地下の絶景をめぐる旅（BS-TBS、2013年11月3日）
- 日本!食紀行 #35 鮭に感謝!越後村上〜城下町を支えた伝統食に学ぶ〜（新潟放送制作、民間放送教育協会加盟各局、2014年1月）ナレーション
- ネイチャードキュメント ボクらの地球「奇跡の島　モン・サン・ミッシェル」（BS朝日、2014年3月6日）ナビゲーター
- 宇宙戦隊キュウレンジャー（テレビ朝日、最終話〈第48話〉、2018年2月4日）レポーター役[45]

ほか多数

#### ラジオ
- もうすぐソチ五輪!〜ロシアの冬を1000倍楽しむラジオ〜（NHKラジオ第2放送、2014年1月1日）ナビゲーター
- ジェーン・スー相談は踊る（TBSラジオ、2014年6月7日・8月23日・2015年7月18日・2016年1月23日）代行MC

## CM・イメージキャラクター
- 国勢調査（2010年） - 福澤朗、パトリック・ハーラン、高見侑里と共に広報大使を務める
- 日本ケンタッキーフライドチキン（2011年） - カリカリ衣のたれチキンシリーズ「醤だれチキン」「南蛮だれチキン」
- POLA（2011年） - 春のキャンペーン「いっしょに、美白体験」、以前より企業イメージキャラクターを務めていた小林麻央と共演
- ドクターフィルコスメティックス（2012年） - 「フィルナチュラント」イメージモデル
- 日本情報産業株式会社（2014年3月） - イメージキャラクター
  - 相葉マナブ（テレビ朝日、2014年10月）内での同社のインフォマーシャルにも出演
- ミニストップ - 同社のWeb番組「ミニストップだぁいすき♡ま〜やのいただきま〜や」に出演（2015年4月 - 終了）

## 映画
TBS在籍時からの作品を列挙
- 世界の中心で、愛をさけぶ（2004年5月8日公開） - 台風を伝える番組内のアナウンサー 役
- 劇場版 鋼の錬金術師 シャンバラを征く者（2005年7月23日公開） - ミュンヘン大学の学生 役（声の出演）
- あらしのよるに（2005年12月10日公開） - ミイ 役（声の出演）
- ケータイ刑事 THE MOVIE バベルの塔の秘密〜銭形姉妹への挑戦状（2006年2月4日公開） - 小林麻耶 役
  - ケータイ刑事 THE MOVIE2 石川五右衛門一族の陰謀〜決闘!ゴルゴダの森（2007年3月10日公開） - 小林麻耶 役
  - ケータイ刑事 THE MOVIE3 モーニング娘。救出大作戦!〜パンドラの箱の秘密（2011年2月5日公開）
- 花より男子F（2008年6月28日公開） - 小林麻耶 役
- SPELL～呪われたら、終わり～霊能者・馬飼野俊平の事件簿シリーズ（2023年公開） - 水谷良美 役[46]

## 舞台
- 「受付」（2021年12月7日 - 12日、東京・アトリエファンファーレ東新宿）

## ディスコグラフィー

### シングル
- ブリカマぶるーす（2016年1月27日）[47]

## 執筆活動

### 書籍
- まや☆日記（2009年3月18日、小学館） - ISBN 978-4-09-387833-3
- 小林麻耶のゴルフに恋して ベストスコア「88」までのgolf diary（監修：伊藤祐子。2011年12月、マーブルトロン刊・三交社発売） - ISBN 978-4-87919-646-0（初版）／ISBN 978-4-87919-648-4（新装版）
- まや道 向かい風でも笑顔の理由（2016年5月25日、小学館） - ISBN 978-4-09-388474-7
- しなくていいがまん（2018年11月23日　サンマーク出版）- ISBN 978-4-7631-3715-9

### 連載
- 雑誌『週刊パーゴルフ』（学習研究社）連載 「小林麻耶の星みっつGolf」（2007年7月31日号（7月17日発売） - ）
- 週刊誌AERA（朝日新聞出版）「小林麻耶のクワクワ対談」

## その他
- TBS開局55周年記念アルバム『涙』（2006年9月21日発売）のジャケット写真を飾っている。
- 「ケータイ刑事 銭形海シリーズ最後の舞台!!遂に公開!後悔しないよ!死の航海?!〜超豪華キングアンドリウII世号殺人事件」（2008年2月23日・24日）の会場アナウンスを担当。また、23日夜の回には出演もしている。